# Stadtmuseum

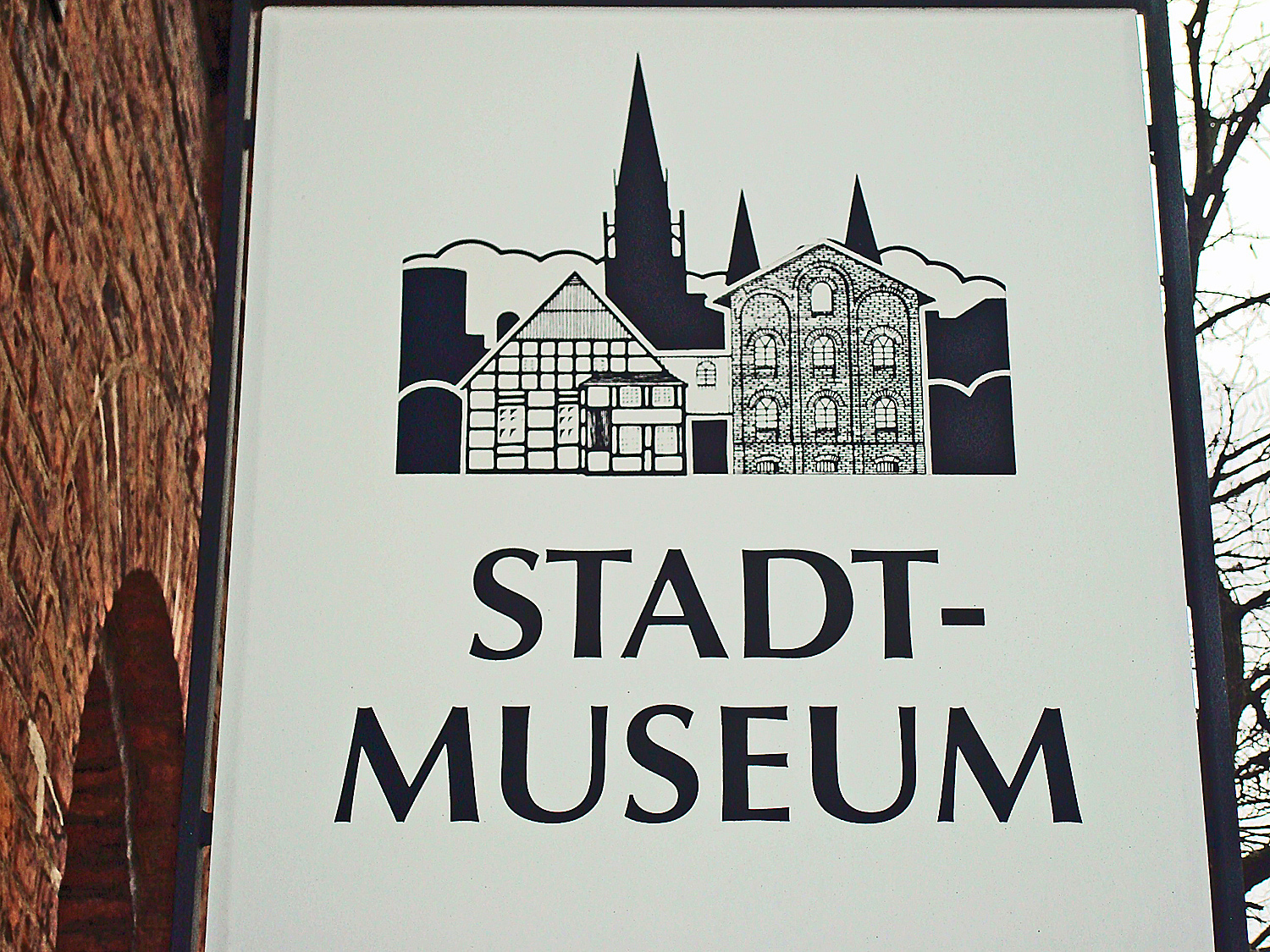
Schild am Eingang zum Stadtmuseum Gütersloh

Ein Stadtmuseum (alternativ Städtisches Museum oder Stadtgeschichtliches Museum) ist meist ein von einer kommunalen Gebietskörperschaft oder ein ehrenamtlich geführtes Museum, das zumeist die Funktion eines Heimatmuseums erfüllt, also Ortsgeschichte zeigt, aber auch Kunstsammlungen oder andere Sammlungen beherbergen kann.

## Liste von Stadtmuseen (Auswahl)

### Belgien
- Eupen: Stadtmuseum Eupen

### Deutschland
- Bad Schwartau: Museum der Stadt Bad Schwartau
- Baden-Baden: Stadtmuseum Baden-Baden
- Beckum: Stadtmuseum Beckum
- Benningen: Museum im Adler
- Bergkamen: Stadtmuseum Bergkamen
- Berlin: Stiftung Stadtmuseum Berlin
- Bocholt: Stadtmuseum Bocholt
- Braunschweig: Städtisches Museum Braunschweig
- Bretten: Stadtmuseum im Schweizer Hof
- Brilon: Stadtmuseum Brilon
- Coesfeld: Stadtmuseum Coesfeld
- Ditzingen: Stadtmuseum Ditzingen
- Dresden: Stadtmuseum Dresden
- Düren: Stadtmuseum Düren
- Düsseldorf: Stadtmuseum Düsseldorf
- Erfurt: Stadtmuseum Erfurt
- Erlangen: Stadtmuseum Erlangen
- Esslingen: Stadtmuseum Esslingen
- Euskirchen: Stadtmuseum Euskirchen
- Fellbach: Stadtmuseum Fellbach
- Freudenberg: Stadtmuseum Freudenberg
- Fürth: Stadtmuseum Fürth Ludwig Erhard
- Geislingen an der Steige: Museum und Galerie im Alten Bau
- Gera: Stadtmuseum Gera
- Göttingen: Städtisches Museum Göttingen
- Güstrow: Stadtmuseum Güstrow
- Gütersloh: Stadtmuseum Gütersloh
- Hadamar Stadtmuseum Hadamar
- Halle (Saale): Stadtmuseum Halle
- Hamburg: Museum für Hamburgische Geschichte
- Halver: Heimatmuseum Halver
- Hattingen: Stadtmuseum Hattingen
- Hofheim am Taunus: Stadtmuseum Hofheim am Taunus
- Ibbenbüren: Stadtmuseum Ibbenbüren
- Ingolstadt: Stadtmuseum Ingolstadt
- Iserlohn: Stadtmuseum Iserlohn
- Jena: Stadtmuseum Jena
- Karlsruhe: Stadtmuseum im Prinz-Max-Palais
- Kassel: Stadtmuseum Kassel
- Köln: Kölnisches Stadtmuseum
- Kröpelin: Stadtmuseum Kröpelin
- Kusel: Stadt- und Heimatmuseum
- Lahr/Schwarzwald: Stadtmuseum Lahr
- Leipzig: Stadtgeschichtliches Museum Leipzig
- Lennestadt: Stadtmuseum Lennestadt
- Löhne: Museum der Stadt Löhne
- Ludwigsburg: Ludwigsburg Museum
- Ludwigshafen: Stadtmuseum Ludwigshafen
- Lutherstadt Wittenberg: Museum der städtischen Sammlungen im Zeughaus
- Meißen: Stadtmuseum Meißen
- Memmingen: Stadtmuseum im Hermansbau
- Miltenberg: Museum Stadt Miltenberg
- München: Münchner Stadtmuseum
- Münster: Stadtmuseum Münster
- Neustadt in Holstein: Museum der Stadt Neustadt in Holstein
- Neustadt an der Waldnaab: Stadtmuseum Neustadt an der Waldnaab
- Nördlingen: Stadtmuseum Nördlingen
- Nürnberg: Stadtmuseum Fembohaus
- Nürtingen: Stadtmuseum Nürtingen
- Oldenburg i.O.: Stadtmuseum Oldenburg
- Paderborn: Adam-und-Eva-Haus
- Reutlingen: Heimatmuseum Reutlingen
- Rüsselsheim: Stadt- und Industriemuseum Rüsselsheim
- Schleswig: Stadtmuseum Schleswig
- Schongau: Stadtmuseum Schongau
- Seesen: Städtisches Museum Seesen
- Siegburg: Stadtmuseum Siegburg
- Stuttgart: Stadtmuseum Stuttgart
- Trier: Stadtmuseum Simeonstift Trier
- Tübingen: Stadtmuseum Tübingen
- Wadern: Stadtmuseum Wadern
- Waiblingen: Haus der Stadtgeschichte
- Warburg: Museum im Stern
- Weilburg: Bergbau- und Stadtmuseum Stadt Weilburg an der Lahn
- Weimar: Stadtmuseum Weimar im Bertuchhaus
- Werdohl: Stadtmuseum Werdohl
- Wiesbaden: Stadtmuseum am Markt Wiesbaden
- Zella-Mehlis: Stadtmuseum Zella-Mehlis

### Italien
- Bozen: Stadtmuseum Bozen
- Meran: Palais Mamming Museum

### Österreich
- Bludenz: Stadtmuseum Bludenz
- Dornbirn: Stadtmuseum Dornbirn
- Graz: Graz Museum
- Stadtmuseum Kirchschlag
- Melk: Stadtmuseum Melk
- Traiskirchen: Stadtmuseum Traiskirchen
- Vils: Museum der Stadt Vils
- Wels: Stadtmuseum Wels
- Wien: Wien Museum
- Wien: Wiener Stadtmuseum (nicht realisiertes Projekt)

### Schweden
- Borgholm Stadtmuseum Borgholm
- Hjo: Hjo Stadsmuseum
- Stockholm: Stockholms stadsmuseum

### Schweiz
- Rapperswil SG: Stadtmuseum Rapperswil-Jona
- Winterthur: Museum Lindengut

### Slowakei
- Bratislava: Museum der Stadt Bratislava

### Slowenien
- Ljubljana: Stadtmuseum Ljubljana

### Spanien
- Alcázar de San Juan: Stadtmuseum von Alcázar de San Juan
- Santa Cruz (Insel Teneriffa): Museo Municipal de Bellas Artes de Santa Cruz de Tenerife

### Tschechien
- Aš: Stadtmuseum Aš
- Břeclav: Stadtmuseum und Galerie Břeclav

## Sonstiges
- Bezirksmuseen  beziehen sich auf den entsprechenden Teil einer Stadt oder aber einen Verwaltungsbezirk, der mehr als eine Stadt umfassen kann. Wien hat 23 solcher Museen. Umgekehrt behandelt das Bezirksmuseum Mödling mehr als nur das Gebiet der Stadt.